# Ted Best
Ted Best, wł. Edward Wallace Best (ur. 17 lipca 1917, zm. w 1992) – australijski urzędnik samorządowy, burmistrz Melbourne, w młodości lekkoatleta sprinter.
Na igrzyskach Imperium Brytyjskiego w 1938 w Sydney zdobył trzy brązowe medale: w biegach na 100 jardów i  na 220 jardów, w obu przypadkach przegrywając jedynie z Cyrilem Holmesem z Anglii i swym kolegą z reprezentacji Australii Johnem Mumfordem oraz w sztafecie 4 × 110 jardów, która biegła w składzie: Alf Watson, Teddy Hampson, Best i Howard Yates (ustanowiła ona wówczas rekord Australii czasem 41,9 s).
Był brązowym medalistą mistrzostw Australii w biegach na 100 jardów i na 220 jardów w 1937/1938.
W latach późniejszych był członkiem rady miejskiej w Melbourne, a w latach 1969–1971 burmistrzem tego miasta. W 1971 został kawalerem Orderu św. Michała i św. Jerzego.